# 銅山の女王

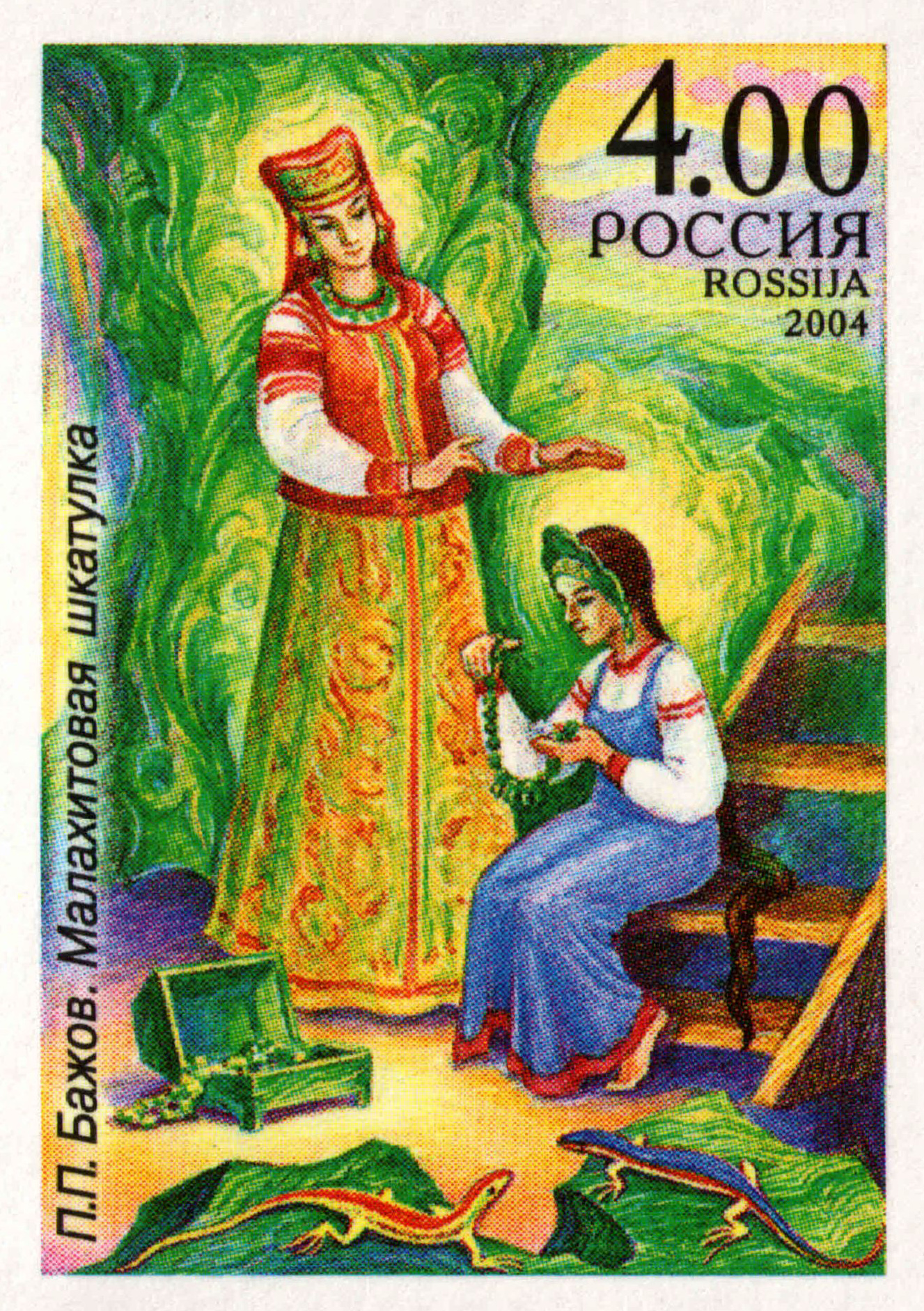
銅山の女王とタニュシュカ（ターニャの指小辞）。「くじゃく石の小箱」より

スヴェルドロフスク州ポレフスコイの町章 （左から右）: 金星の記号（♀）は銅を意味し、ポレフスコイ銅精錬所のロゴマークでもあった。金のトカゲは銅山の女王を意味する。八芒星はセヴェレスキー製管工場のロゴマーク

銅山の女王（どうざんのじょおう）（ロシア語: Хозяйка медной горы, Khozyaika mednoi gory、"хозяйка"は「女主人、妻」の意）、またの名を「マラヒートニッツァ」（ロシア語: Малахитница; Malahitnitsa、「孔雀石の淑女」）は、ロシアのウラル地方の鉱夫たちの伝説に現れる神秘的な存在で、ウラル山脈の女主人だとされる。
スラヴ神話およびロシアのおとぎ話の登場キャラクターである。 
民話や伝説によれば、緑色の目をした、緑の孔雀石（マラカイト）のドレスを着る美女）として描かれる。またはトカゲの姿に身をやつすともされる。
山の女王は、鉱夫の守護神 とみなされており:247、地中に潜む財宝を守るその所有者であり、人間に鉱石や金属の採鉱をある場所でゆるすことも、阻止することもできる力をもつとされる。
この「銅山」とはグメシェフスキー鉱山のことで、すなわちウラル山脈最古の鉱山を、当地では単に「銅山」などと呼んでいた。これは現今のスヴェルドロフスク州ポレフスコイに所在する。山脈の一部の地域では、この女王は、アゾフカ（アゾフ山に住む「アゾフ娘」のような意）という伝説上の魔性の女性と関連するか、同一視される。
銅山の女王については、パーヴェル・バジョーフが発表したウラル山脈地帯の民話集『孔雀石の小箱』によって知名度が広まった。女王は第三話「銅山の女王さま」ほか（「石の花」、「管理人の靴底」、「ソーチェニの宝石」、など）本集10編に登場している。

## 概要
銅山の女王は、絶世のうら若き美女であり、緑色の目をしている、あるいは成熟した女性であるが、編み毛の髪をスカーフで覆わないので未婚者とされる。黒毛を編んで、きらめく銅の細リボンで結っており、孔雀石の長衣を着る。頭には孔雀石や貴石をちりばめたダイアデムをかむる。女王はトカゲの姿になりすますこともあり、戴冠のトカゲのこともあるが、山のトカゲたちをみな指揮下においている。 また蛇の姿にもなるとされるが、大蛇についてはポロス（「ウワバミのお話」を参照）も蛇たちの宗主として知られている。
山の精霊としては、地中に埋もれた財宝を守る役割を司っている。女王の身を常に囲む手下らは、小型のトカゲたちで、緑色か枯草色、あるいは水色から群青までさまざまな色合いの青をしており、あるものは砂や土色に金色の斑点があり、または雲母のようにきらめき、いろんな模様のものもいた。 伝説によれば、山の女王に遭遇した者は、その魔性のとりこになってしまう。善人や腕のいい職人に好意をしめし、宝石や黄金を探し当てる手伝いをするが、それには条件があり、失敗すると運や能力を無くしたり、死ぬこともある。鉱石を産出する場所では採鉱を許すことも阻むこともあり、富を与えたり奪ったりもするが、手下のトカゲたちが関わって執行しているともされる。よって孔雀石めあての鉱夫たちは、発見があると山の女王の恵みとみなし、逆に何日も発見がないと、その怒りを買っていると疑う。ウラル一帯では、善良で、真面目な働き者のみが彼女の祝福を得るとされる、あるいは、勇敢で自由を愛する者たちが寵愛をうけ、搾取側の領主たちはうとまれるのだという。
神聖なる山の女王には、さまざまな儀式やタブーがまつわり、例えば女性であれば彼女の領域である鉱山に赴いてはならず、その恩恵に預かりたい若者は独身を貫く。タブーを犯すと、恐ろしい罰を受けるという。子供たちは鉱山のなかでは、鉱石の近くで騒いだりいがみ合ったりしてはならず、静かにおとなしくすごさねばならない。山の淑女は騒音はお嫌いとされている。

## 異名
銅山の女王は、単に「山の女王」とも呼ばれ 、他の代名詞も数多い。たとえば「山の母」（Горная матка; Gornaya matka）、「黄金の女性」（Золотая баба; Zolotaya baba）、「石の乙女」（Каменная девка; Kamennaya devka）、「石娘」、「孔雀石の娘」、 「孔雀石の乙女」（音写は「マラヒートニッツァ」、Малахитница; Malakhitnitsa）、「蛇の女主人」、「トカゲの女王」 など。
ある解説によれば、女王が偉大で恐れ多いため、鉱夫らはその名を口にせず、「彼女そのひとだ」などという言い回しを使う。

### アゾフカ
ロシア民話の多例では、山の女王とアゾフカ（アゾフ山の娘）が同一視され、また同じ類話にいずれかが登場している。一方で、 アゾフカが山の女王の眷族のように扱われることもあり、ある意味でトカゲたちと同じく手下の位置づけとなっている。ただ、アゾフカは、山の女王とは関係しない独自の神格ともされるようである、ただ、女王との関係は切り離されていても、あくまで鉱山に関する黄金などの財宝の守護者であって、武器やその他の商品を宝として守る存在にはなりえない。
アゾフカの説話には、かなりのバラエティーがみられるが、共通した部分もある。まず前提として、アゾフ山に財宝が眠っている洞窟がある。誰もその財宝を入手できない。財宝はタタール人、バシキール人あるいは「古き民」の所有物である。民間伝承によると、アゾフカはその洞窟か山に棲むか、そこにとらわれており、財宝を守る役目を仰せつかっている。大半の話例では、魔性の女性であり、タタール人にさらわれてきた女性だったり、呪われたタタールの姫、古き民の女王、または古き民の長老の娘だとされる。

## 登場する作品

### 孔雀石の小箱の話集
パーヴェル・バジョーフ編の民話集『孔雀石の小箱』の第三話「銅山の女王さま」に登場するが、この説話の初見は『クラスナヤ・ノー』誌11号（1936年）である。女王は、これ以外にも「孔雀石の小箱」、「石の花」、「管理人の靴底」、「ソーチェニの宝石」、「山の石工」、「二匹のトカゲ」、「もろい小枝」、「草ぼうぼうの隠れ家[仮訳題名]」（Травяная западёнка）、「タユートカの鏡」に登場している。
バジョーフは、山の女王が現地の伝説に基づいたものであると肯定しており、その件について、"ええ、私はグメシェフスキー鉱山に関する一連の説話がフォークロアに近いものだと信じています。私見では、この鉱山のフォークロアの再現の試みに相当します"と述べている。また氏の文学におけるキャラクターは、フォークロア解釈のものと異なってはいるか、との質問に対し、"違いがあるとは思っていない。でなければまずい"と答弁している。
「銅山の女王さま」の説話では、次のように描写されている:

その編んだ髪から乙女だとわかる。その編み髪は、青黒く、俺らの[村の]乙女らのお下げのようにぶらぶらしておらず、背中にあわせぴったりまっすぐ下がっていた。[髪の]先っちょのリボンは赤ともいえず緑ともつかず、どちらの色もかったような色だった。リボンは光を通し、銅の薄葉のように、かすかにかち鳴る音がした... 彼女はあまり背は高くなく、体形が美しく、そわそわッ子で、一分とじっとしていられない性質（たち）だ...　そのローブは、どこでも見たこともないしろものだった。すべてが「絹くじゃく石（シルク＝マラカイト）」でできていた。そのような[素材]だってあるのだ。石なのに絹にみえ、 手に取ってなでまわせるのだ。

また、同話では"出会うのは偶然だが、悪い男にとっては災難"な女性で、"良い男にとっても、ほんのささやかな喜びだ"と締めくくられている。
『孔雀石の小箱』の話集では、登場キャラの「魔法的なお手伝い（ヘルパー）」の役割を担っていると指摘されるが、「孔雀石の小箱」の説話の「乞食女」もじつは女王の仮の姿で、魔法的なお手伝い役であることを、以下説明する。
前「銅山の女王さま」の主人公ステパンの娘タニュシュカをヒロインとするのが続編の「孔雀石の小箱」である。タニュシュカは女王とよく似た黒髪、緑目をしており、最後には女王の分身とさえささやかれる。おそらくタニアはステパンと女王のあいだにできた娘だったのだろう、とミハイル・A・バティンも推論している。
タニュシュカに刺繍を教えにきた乞食女（「魔女」）も、じつは銅山の女王だったという考察がある。教えられたのは熟練の針子も舌を巻く技術で、貴族の間で人気のファッションとなり稼ぎは家計を盛り立てた。乞食女が去り際に餞別としてさずかるガラスのボタンは、助言が必要なときに答えをあたえる魔法具だったが。必要なシルク糸も、ボタンを使うと不思議とどこからともなく現れるようだった。一家が窮して宝の小箱を売却する相談になったとき、タニュシュカがボタンに見入ると、中から緑色の目の女が見返して首を縦に振っていた。このボタンの女はじつは女王の分身（двойник）であるとエレナ・コンスタンチノフナ・ソジナは明言している。

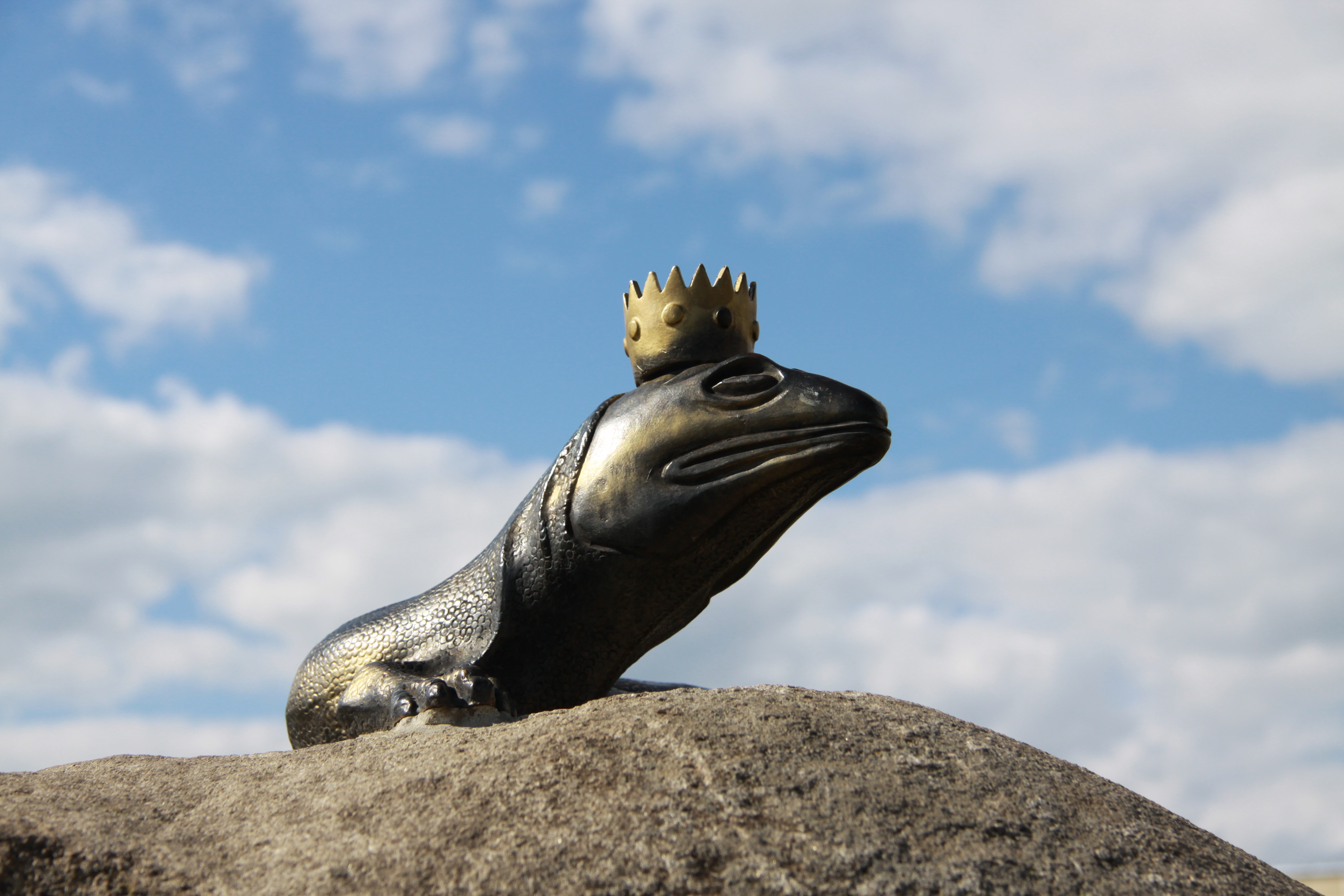
シセルチにあるトカゲ像

「石の花」では、女王お抱えの山の石工がいるとされる：

やつらは山に住む熟練の職工で、人間は誰も見たことはねえ。女王さまの思し召しがあれば、それをこしらえる。俺はいちどその作品の一部をみたためしがある...　俺たちのつくった蛇は、どんなに優れていても所詮は石に過ぎないが、やつらのはまるで生きているようだった。黒のところには黒い線が引かれ、目は、まるでこちらに立ち向かって牙にかけてくるようじゃった。あいつらはなんでもこしらえる！

「管理人の靴底」では、鉱山の管理人（プリカシク）は、残虐で横暴だったが、山の女王が"地下の人びと[鉱夫たち]がひどく扱われることを嫌う"ことを心得ていて警戒していた。 しかし決意をかためて暴力的な管理に訴えると、女性の声で、「このままでは遺族にはブーツの靴底しか残らない」という忠告を二度にわたって受ける。それでも改心しない。すると：

突然、管理人の目前に何者かが現れた。軽やかに動き、ランプを振り回している。坑道を曲ったところで女性を目にした... 後を追ったが、忠実な部下たち[雇いのゴロツキ兼用心棒ら]は、ついてくる気が失せている。全員震えていた。最悪だ-それは「彼女」そのひとだったのだ... 管理人の目前に、驚くべき美人の乙女が前に立っていた。ひそめた眉は一本につながり、眼は発火した炭の如く、らんらんとしていた。

石の森を抜けると彼女の元にたどり着けると伝わる。無慈悲かつ正義の人で、欲深い者らを毛嫌いし彼らが苦悩の目に遭っても無頓着である。逆に才ある者や、無私無欲な者への慈愛は深い。 バジョーフを専門とする民話・文学者ヴァレンティン・ブラジェスによれば、『孔雀石の小箱』の話集の女王は、善悪、生死、美醜をあわせもつアンビバレンスなキャラクターだという。またナタリア・シュヴァバウアーも、女王の二元性は、容姿から機能までその属性のすみずみにわたる、と解説する。女王がほんの冗談がてら、人間を怖がらせてからかっているような場面でも、当人にとっては深刻で、「ソーチェニの宝石」ではソーチェは散々な目どころか、最後に命を落としてしまう。

## 起源と展開

スヴェルドロフスク州の旧紋章（1973年）。右側にトカゲの女王をあしらう。

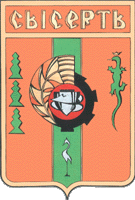
シセルチの旧市章（1982年）。

パーヴェル・バジョーフは、銅山の女王についての伝承を、ポレフスコイ銅精錬所に従事していた鉱夫の語り部ヴァシリー・フメリニン（Василий Хмелинин; Vasiliy Khmelinin）から聞いたとされる。この話し手は、子供らからは「スリシュコじいさん」（дедушки Слышко）のあだ名で親しまれていた。 「銅山」とはグメシェフスキー鉱山、すなわちウラル山脈最古の鉱山を指すとされる。地元では単に「銅山」とか「山」などと呼びならわされていた。ヴァレリー・ニキティッチ・デミンは、 女王が普汎的な神話素であるとし、当銅山はその特定の場所（グメシェフスキー鉱山、アゾフ山）であるとする。
その起源は不明瞭である。地母神やスラブの「母なる大地」 マーチ・ゼムリャは、各地の文化に見られる伝承であり、マンシ人やハンティ人の伝統にもみつかるという。ウラルの民族学者アンドレイ・サガラエフの仮説では、銅山の女王の根源はテュルク系母神ウマイやオビ・ウゴル系（ハンティ・マンシ系）の女神カルタス・エクワ[仮カナ表記]（Калтась-эква）ではないか、としている。マンシ・ハンティ族の俗信によれば地母神は岩の大きさに縮むことも、山ほどの大きさになることもできるが、この能力と比べることができるとされる。
女王は、アゾフカから発展した女神という可能性も考えられる。同じ地域に、より昔から信じられた財宝の守護者たるアゾフカが、のちに財宝を司る存在に昇華したという考え方である。バジョーフはウラル神話は、最古の存在はアゾフカ、次いで大蛇ポロス（ウワバミ）、そして最後に銅山の女王の順に出現したと考えた。アゾフカと同様、孔雀石の乙女（マラヒートニッツァ）も独身の男性を誘惑する。文化批評家マーク・リポヴェツキーは、女王の黒髪は、日スラブ系の血統を示唆するかもしれないとし、アゾフカのように「古き民」の血筋を引いているかもしれないと述べている。黒髪で神秘的で、典型的なロシア娘の容姿とは打って変わっている。
バジョーフ談によれば、山師（出稼ぎ鉱夫）の職業柄、長期間は女性に会えないため、彼らが語る話には必然と女性が登場し、男女関係の話になる。彼らの語る銅山の女王も、やはりその性質を帯びるのだが、自分は別の方向性を求めた、と述べている。これはつまり、この作家が（猥談まじりな部分を抑え）、美学的や社会学的な動機で物語が動くように仕立て直したのだと、デニス・ジェルデフは説明している。
また、女王は当初は財宝の守護神だったが、やがてその性格を脱皮し、「権力、富、美貌の権化」に成りかわったとする。その彼女は格別な善人にのみしか顕現しないのである。 E・ V・クリコワの説によれば、ウラル神話における銅山の女王の位置づけは、では、 山を「魔法の空間」とする観点と関係している。山こそは生命のみなもとであり、危害勢力に対する守りであり、守護神たちのよりどころである。
作家アレクセイ・イワノフにいわせれば、銅山の女王とはもとは場の精霊であり、いわば「石のドライアド」であるとする。 また、ローマ神話のヴィーナスの表象なのであろうという説があり、18世紀の10年間ほどのあいだ、ポレフスコイ銅精錬所で産出された銅にヴィーナス/金星の記号（♀）が押されて出荷されていたことも、傍証に用いられる。 V・S・ベズルコワの説では、銅山の女王は人間と山の恵みの"関係"を象徴するが、同時にキリスト教の美徳を守ることと矛盾せず、よってたとえば強欲は矯め、優しさ・謙虚さ・誇り・職技はうながすのだという。一方、イワノフは銅山の女王が多神教の神と"遺伝的な関係"にあるとし、その倫理観はキリスト教のものではないとする。ある説話では、彼女の孔雀石がキリスト教の教会の支柱に使われたことに立腹したため、「グメシュキー」鉱山からとたんに金目の鉱物などがあまり採れなくなった。
マヤ・ニクリナは死者の世界との関連性を説いており、女王が飲食もせず、なんら形跡を残さず、衣服は石でできていることなどをその根拠とする。そして山を通じて生者の世界と通ずるのだとする。あるいは、もとはフィン・ウゴル系の神格に由来するともいわれる。この地域にいたフィン・ウゴル系民族は、 後にバルト海方面に移動したり、新たなロシア文化圏に吸収されていった。その原住民の伝承は地下神（いわゆる「クトニオス神」≒ 西洋の地祇）のそれなので、おのずと地中の財宝や、精霊的・道徳的な力（倫理的影響力）などを包括し、またロシア人には伝わらなかった採鉱や冶金の秘術の伝承も含まれていたと思われる。
銅山の女王のエンブレムたるトカゲ、銅、孔雀石は、キリスト教的な寓意解釈は出来ない。「銅山の女王さま」の説話で彼女がトカゲの体ながら、頭が乙女のままだった形で現れたが、これをシュヴァバウアーは、「穢れ」と形容し、超自然的（つまり反キリスト教的でその観念から「不浄」なもの）であるとした。 ウラル山脈西部のペルミ地方で出土した動物意匠の青銅鋳物（5-15世紀）には、蛇やトカゲのデザインもアゾフ山近辺に見つかっている。ウラル地方では銅は女性美の象徴であった。孔雀石は若さ、希望、悲哀を同時に象徴した。 

## 文芸批評
像残の女王は、ソビエト連邦では人気なキャラクターとなった。旧・ウラル国立大学に在籍の民俗学者たちは、バジョーフ死後、シセルチ周辺で民話収集をおこない、"[山の]女王のことを知らなかった者は誰一人と会わなかった"が、それはおそらくバジョーフの説話（スカス）を介して知ったのだろうと結論している。語り部たちは、"バジョーフを少し読んだ。あの人が書き留めたのさ"などと証言しており、みずから口承説話として聞き知ったものは少なかった。
ソ連時代の評論家は、銅山の女性を労働階級を搾取側からまもる保護者と見て、プロレタリア文学的解釈をすることが普通であった。しかし近年ではニクリナが、女王が救済者でも保護者でもない、という見解をみせている。彼女は労働者をむやみにかばいだてするわけではなく、試す存在であるのだ、と。社会正義など彼女のあずかり知らぬことである："地主が罰せられる[場合]は欲張りで馬鹿者であるから"で、地主階級の人間だからではない。
リポヴェツキーは、女王こそ話集でもっとも恐ろしい存在であるとし、美しい女性ながらにして危険な悪魔的な生き物であり、性的な面と、死の面を有している。よって、女王はフロイトの精神分析学におけるエロスとタナトス（愛と死）の葛藤と統一を具現しているとされ、フロイト論のリビドー（性衝動）、デストルドー（死の衝動）、去勢不安（力の喪失）の三大テーマがそれぞれ関わっている。 このうち「去勢」に当たるのは、女王が体制側を執拗な揶揄により煽る行為で、これは説話（「銅山の女王さま」、「二匹のトカゲ」）の主人公を伝言者として、管理人らの露骨な悪口（「臭いヤギ」）を通達される場面である 。ジェルデフは、銅山の女王の女性領域は、破壊と規律なき自発発生がくりひろげられるカオスの世界であるとしている。それは秩序の工場側の世界と対決の構図をなし、無作為さ、変動、予測不能さ、気まぐれなどの力で対抗する。銅山の女王の世界に直接触れることは世界秩序の掟破りであり、惨憺たる結末が待ちうけている。 ナタリア・V・ブドゥールは、ロシア語『おとぎ話事典』で女王が人間と自然の葛藤を象徴するとする。また、女王にメフィストフェレス側面があり、悪魔との取引的な条件を引き換えに人間に叡智を授けていると指摘する。ただし、悪魔のごとき人間を正しい道徳の道からはずすようには仕向けないので、暗黒的な存在には描かれないという。具体例では、メフィストフェレス的（ファウスト的）な取引が、「石の花」の主人公ダニーロ/ダニーラと女王とのあいだで行われている。 リュドミラ・I・スコリノは、女王がウラルの大自然を表しているとし、創造性豊かな人間の美感覚を刺激してインスピレーションをもたらすのだと解説する。

## 大衆文化
銅山の女王は、マーセデス・ラッキー作の小説『Fortune's Fool』（2007年）や『Jolene』（2020年）に登場する。後者はテネシー州の炭鉱を背景とする。
は『銅山の宗主』（仮訳題名、原題：Хозяин Медной горы; Khozyain Mednoy gory、2006年）銅山の女王について触れている
ラジミール・マカニンは、女王をパロディー化したキャラクターを何篇かの小説に登場させている。たとえば1976年の短編『声』（Голоса; Golosa）では、コルカ（Колька）という奇形児の母がそれに該当する。